# Chwojnowszczyzna
Chwojnowszczyzna [xfɔi̯nɔfʂˈt͡ʂɨzna] est un village polonais de la gmina de Nowy Dwór dans le powiat de Sokółka et dans la voïvodie de Podlachie. 
Il se situe à environ 29 kilomètres au nord de Sokółka et à 65  kilomètres au nord-est de Białystok. 